# Baraszki (wieś)
Baraszki (lit. Baraškos) − wieś na Litwie, w rejonie wileńskim, 2 km na północny wschód od Czarnego Boru, zamieszkana przez 17 ludzi.

## Historia
W dwudziestoleciu międzywojennym leżały w Polsce, w województwie wileńskim, w powiecie wileńsko-trockim, w gminie Rudomino.
Po II wojnie światowej w granicach Związku Sowieckiego. Od 1991 na niepodległej Litwie.